# Olgania eberhardi
Espèce
Olgania eberhardi est une espèce d'araignées aranéomorphes de la famille des Anapidae.

## Distribution
Cette espèce est endémique de Tasmanie en Australie. Elle se rencontre dans la grotte Splash Pot.

## Description
Cette espèce est anophtalme. Le mâle holotype mesure 1,10 mm.

## Étymologie
Cette espèce est nommée en l'honneur de Stefan S. Eberhard.

## Publication originale
- Rix & Harvey, 2010 : The spider family Micropholcommatidae (Arachnida, Araneae, Araneoidea): a relimitation and revision at the generic level. ZooKeys, vol. 36, p. 1-321 (texte intégral).